# 부차 (우크라이나)

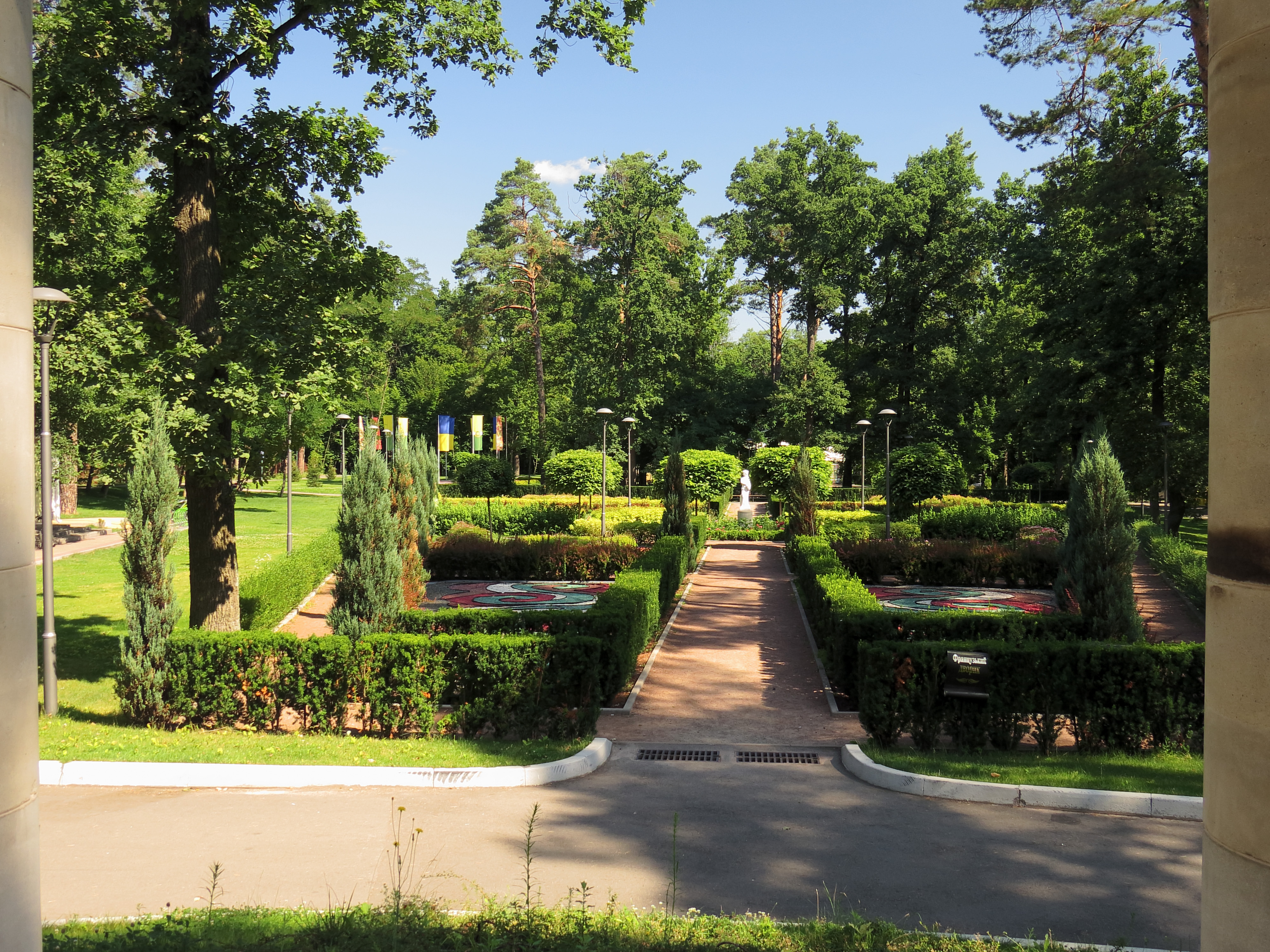
부차 공원

부차(우크라이나어: Буча)는 우크라이나 키이우주의 도시로 면적은 26.57km2, 인구는 28,533명(2001년 기준)이다.
1898년에 키이우와 코벨을 오가는 철도 노선이 건설되면서 형성되었다. 부차 전투는 2022년 러시아의 우크라이나 침공 과정에서 일어난 키이우 공세 가운데 하나이다. 이 전투는 2022년 2월 27일부터 3월 31일까지 진행되었는데 우크라이나 군대가 러시아 군대가 점령하고 있던 부차를 탈환했다. 이 과정에서 러시아 군대가 민간인들을 살해한 부차 학살이 폭로되었다.

## 자매 도시
- 우크라이나 코벨
- 우크라이나 탸치우
- 폴란드 Tuszyn
- 폴란드 야스워